# Икарий (баща на Пенелопа)
Вижте пояснителната страница за други значения на Икарий.
Икарий (на старогръцки: Ἰκάριος Ikários, Icarios) в гръцката митология според Аполодор е внук на Кинорт и син на Периер (син на Еол) и на Горгофона (дъщеря на Персей) и брат на Афарей, Тиндарей и Левкип. Според Павзаний той е син на Ойбал и Батия или на Горгофона, брат на Тиндарей, на Арена и на Хипокоон.
Икарий и Тиндарей са изгонени от брат им Хипокоон от Лакедемон и бягат при Тестий в Плеврона, където му помагат в боевете против неговите съседи. Когато Хипокоон е убит от Херакъл братята се връщат в Спарта. В повечето изочници той остава в Акарнания и се жени там за Поликаста, дъщерята на Лигей. С нея той има дъщеря Пенелопа и два сина Ализей и Левкадий. С помощта на синовете си той взема властта в Акарнания.
По други източници с нимфата Перибея той е баща на Пенелопа, Тоас, Дамасип, Имевзим, Алет и Перилай. При Омир в Одисея вместо синовете той има от нимфата Перибея дъщеря Ифтима. Като съпруги на Икарий се споменавт също Дородоха (дъщеря на Орсилох, син на Алфей) и Астеродея (дъщеря на Еврипил), с която има синовете Амасих, Фалерей, Тоон, Фереммелиат и Перилай и също дъщерите Меде и Пенелопа.
За дъщеря си Пенелопа той прави състезание за избор на нейния съпруг. Одисей успял да се ожени за дъщеря му. Икарий желае дъщеря му и Одисей да живеят при него, но Одисей тръгва с годеницата си за Итака.